# Riduzione del danno

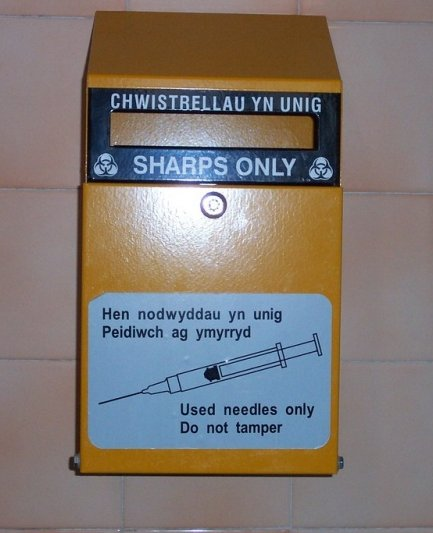
Un bidone che consente uno smaltimento sicuro degli aghi in un bagno pubblico a Caernarfon, nel Galles.

La riduzione del danno (in Italia "riduzione del danno e limitazione dei rischi" per lungo, comunemente abbreviata a "RDD") è un insieme di strategie, politiche sociali e azioni messe in atto dai servizi sanitari, dalle associazioni e dagli individui per ridurre le conseguenze (fisiche e sociali) negative associate ad alcuni tipi di comportamenti, legali o illegali.
Si tratta di una strategia di intervento nata per arginare il propagarsi di malattie infettive tra i consumatori di sostanze illecite per via endovenosa, e in seguito, data la sua efficacia, si è allargata anche ad ambiti diversi da quello delle sostanze stupefacenti, includendo ad esempio l'alcol, il tabacco, la prostituzione, le malattie sessualmente trasmissibili.

## Descrizione generale
La riduzione del danno si basa, fondamentalmente, su due pratiche: in primo luogo, la distribuzione di materiale sterile gratuito (siringhe, tamponi, acque) agli utilizzatori patologici di sostanze, incentivando la restituzione, da parte di questi, delle siringhe usate: negli anni ottanta la principale causa di infezione da HIV o epatiti nella popolazione tossicodipendente era costituita dallo scambio di siringhe infette; in secondo luogo, sulla promozione della prevenzione mediante il passaggio di informazioni attraverso i diretti interessati (educazione tra pari o peer education). Tali pratiche si svolgono solitamente in strutture preposte fisse (dette "drop-in") o mobili (camper o autobus che raggiungono i luoghi di consumo). La particolare modalità attraverso cui questi servizi accolgono l'utenza è definita come "bassa soglia" (perché la persona non  è in grado di capire di avere un problema di dipendenza patologica e non ha intenzione di smettere di usare sostanze).
È sottinteso che alla base di questa strategia deve sussistere quantomeno la non discriminazione dei consumatori di sostanze, e l'accettazione del consumo in quel dato momento senza giudicare o respingere la persona.
Le politiche di riduzione del danno sono oramai entrate a pieno titolo nei quattro pilastri che determinano dal 1994 le politiche europee e mondiali sulle droghe (lotta al narcotraffico, prevenzione, cura e riabilitazione, riduzione del danno), anche se non sono accettate in egual misura in tutti i paesi dell'Unione europea. A livello medico ed epidemiologico l'efficacia di questo modello di intervento è stata ampiamente dimostrata, così come è dimostrato l'alleggerimento del peso del fenomeno della tossicodipendenza a livello di costi sociali.
Nell'ambito della riduzione del danno rientrano varie altre pratiche. Tra le più controverse si annoverano le cosiddette "Consumption room" (stanze del consumo, o narcosale, o shooting room, o drug user room: hanno spesso nomi diversi a seconda dei contesti): si tratta di strutture in cui i consumatori possono usare la sostanza sotto costante controllo medico, il ché riduce notevolmente il rischio di overdose oltre che di infezione, e facilita, eventualmente, l'aggancio del paziente che intende entrare in terapia da parte dei servizi preposti (in Italia sono vietate)
Esistono strutture del genere in Australia, Canada, Germania, Inghilterra, Norvegia, Paesi Bassi, Polonia, Slovenia, Spagna e Svizzera. Alcune funzionano a regime, altre solo in via sperimentale. Il dibattito sulla loro efficacia è tuttora aperto: nonostante i riscontri scientifici appaiano positivi, la comprensibile avversione morale ed etica di parte dell'opinione pubblica e degli esponenti politici ne frena la diffusione. A livello internazionale, tra i principali avversari della riduzione del danno e delle sale di iniezione sono proprio gli enti ONU che si occupano di contrastare il narcotraffico e il consumo di sostanze (UNODC, United Nation Office for Drugs and Crime, e UNDCP, United Nation international Drug Control Programme).

## Storia
La nascita della riduzione del danno viene ricondotta alla città di Liverpool (UK) intorno alla metà degli anni '80. In quegli anni, la diffusione del consumo di oppioidi per via iniettiva e il grande aumento dei contagi di HIV/AIDS aveva messo in forte evidenza le limitazioni dell'approccio proibizionista all'uso di sostanze. L'esperimento di Liverpool (Mersey Harm Reduction Model) risultò in forti evidenze scientifiche a sostegno della pratica della RDD: i contagi di HIV diminuirono significativamente nella zona. Questo fu cruciale a catapultare la riduzione del danno all'interno del dibattito scientifico a livello europeo. 
Durante gli anni Ottanta, pratiche di RDD come lo scambio delle siringhe (fornire materiale iniettivo sterile in cambio di quello già utilizzato) e le stanze del consumo cominciarono a venire utilizzate in diversi paesi europei, tra i primi citiamo i Paesi Bassi, la Svizzera, la Germania e la Danimarca. 
Nel 1993 in Europa venne fondata la EMCDDA (European Monitoring Centre for Drugs and Drug Addiction) con lo scopo di uniformare la risposta al problema della droga a livello europeo. Nel 1994 l'EMCDDA stipulò i quattro pilastri delle politiche sulle droghe in Europa, inserendo tra questi la riduzione del danno. 
In Europa naque quindi un movimento comunitario verso l'implementazione di queste pratiche, le quali si diffusero nella maggior parte dei paesi europei tra gli anni Novanta e i primi Duemila.

### La riduzione del danno in Italia

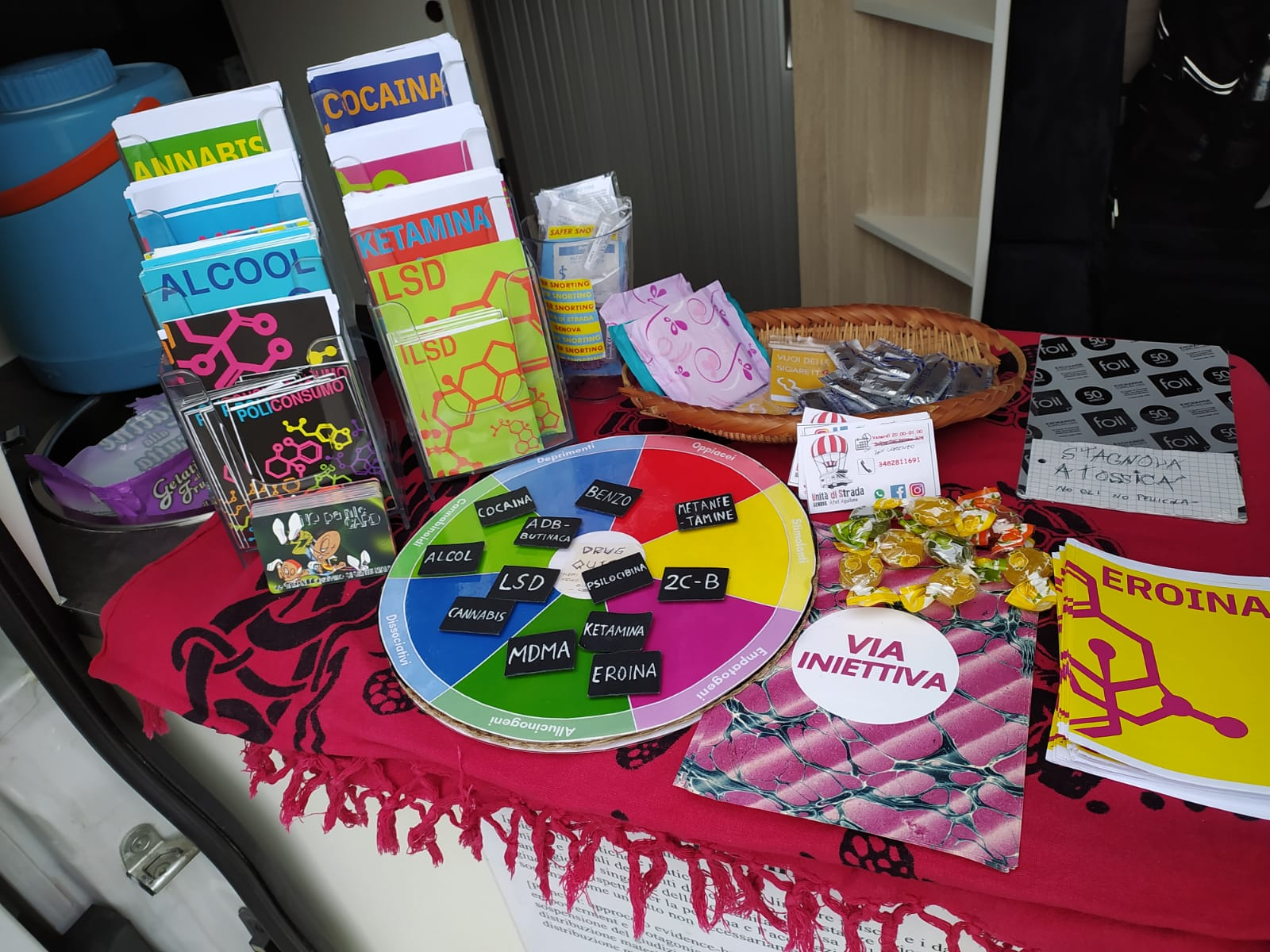
Il banchetto informativo dell'Unità di Strada di Genova

In seguito alla fondazione dell'EMCDDA e alla conferenza nazionale su stupefacenti e tossicodipendenza del 1993 sbarca anche in Italia la riduzione del danno, con la nascita dei primi drop in e delle prime unità di strada, in particolare nelle regioni del nord Italia. 
Con la "Legge quadro per la realizzazione del sistema integrato di interventi e servizi sociali" (L. 328/2000) del 2000 il Ministero della Sanità stila le linee guida sulla riduzione del danno, che definiscono il funzionamento dei servizi RDD a livello nazionale.
In Italia viene quindi istituzionalizzata la pratica RDD sotto la forma di "Riduzione del danno e limitazione dei rischi", unendo l'approccio pragmatico al consumo di sostanze alla prevenzione primaria, centrata su interventi informativi dedicati alla popolazione generale. 
La pratica della riduzione del danno e limitazione dei rischi entra poi a far parte dei LEA (Livelli Essenziali di Assistenza) tramite il DPCM 12 gennaio 2017, che inserisce per la prima volta la riduzione del danno all'interno dei servizi che il Sistema Sanitario Nazionale deve garantire ai cittadini . Ad oggi tuttavia, la riduzione del danno non risulta essere una prestazione sanitaria garantita su tutto il territorio nazionale.

## Principi
Le filosofie, le idee e le posizioni politiche che argomentano e sostengono la riduzione del danno nelle sue varie forme sono molto variegate, fatta salva la base comune descritta sopra. Presentiamo qui tre "tipi ideali", ma la realtà è fatta di sfumature.
- I "liberalizzatori" fondano il principio sulla libertà individuale, che vede ogni uomo e donna libero di agire come crede, a patto di non recare danno agli altri, e con il diritto di non nuocere a sé stesso per cause che non dipendono dalla sua volontà, ma da fattori come proibizionismo e discriminazione sociale;
- altri, con un'impostazione più medico-sanitaria, partono dal presupposto che l'uso di sostanze sia una pratica se pur non condivisibile, comunque esistente e motivata da ragioni psicologiche e/o sociali precise, e che occorre affrontare il fenomeno come una questione sanitaria per poterlo gestire in maniera efficace;
- infine, la posizione "pragmatica", così riassumibile: le sostanze ci sono, molte persone le consumano, che sia un bene o sia un male costa meno allo Stato e alla società accettarlo e limitare il più possibile rischi e danni, che non perpetrare una lotta impari e costosissima contro la "droga": questa impostazione è forse quella che, pur partendo da calcoli meramente economici, ha portato alle sperimentazioni più avanzate (il caso dei Paesi Bassi e della Svizzera sono esemplari), arrivando a attivare la somministrazione controllata di eroina.

Esistono poi almeno due approcci metodologici nell'ambito della riduzione del danno e della bassa soglia.
Quello detto "latino", perché caratteristico dei paesi dell'Europa del Sud o che comunque affacciano sul Mediterraneo, vede nella riduzione del danno non solo un modello di intervento che risponde ad un'emergenza, ma anche (in alcuni casi soprattutto) una modalità attraverso cui è possibile entrare in contatto con persone che, a causa dell'estrema situazione di marginalità in cui vivono, non sono in grado di entrare in relazione con i servizi socio-sanitari "istituzionali"; In questa prospettiva la riduzione del danno diviene anche il "primo passo" verso un (eventuale) reinserimento sociale.
L'approccio detto "anglosassone", invece, si attesta maggiormente sulla risposta immediata all'emergenza, poggiandosi su un'impostazione più medico-sanitaria che sociale. L'obbiettivo primario è la riduzione del danno in senso stretto, dunque la fornitura di strumenti fisici (materiale sterile) e teorici (informazione e prevenzione) utili allo scopo. La presa in carico in questa impostazione è considerata un'eventualità da affrontare, più che una possibilità da cogliere.

## Uso responsabile delle sostanze
Per uso responsabile delle sostanze si considera l'attitudine verso la riduzione di tutti i possibili rischi e la massimizzazione dei benefici associati all'uso di una sostanza psicoattiva. Si applica ovviamente anche all'uso di sostanze psicoattive legali come l'alcol etilico. Data la volontà di una persona di assumere una sostanza, i principi generali di riduzione del danno più comunemente raccomandati sono:
- informarsi sugli effetti, i rischi, gli effetti collaterali e lo stato legale di una sostanza prima di assumerla
- evitare di guidare e svolgere qualsiasi altra attività che richieda uno stato psico-fisico sobrio e lucido
- evitare assunzioni combinate con altre sostanze quando non si conoscono le interazioni, alcune possono essere letali
- evitare di usare una sostanza in un ambiente potenzialmente pericoloso
- quando si assume una nuova sostanza per la prima volta scegliere di consumare una dose particolarmente modesta
- fare un test chimico se non si è sicuri della purezza di una sostanza o del contenuto di una pastiglia
- evitare di usare una sostanza per via endovenosa
- avere un compagno sobrio e di fiducia disponibile, soprattutto quando si assumono allucinogeni
- usare le sostanze con moderazione ed evitare di consumare grandi dosi
- imparare le tecniche di primo soccorso
- non spingere nessuno ad assumere una sostanza controvoglia

## L'impegno del Partito Radicale per l'istituzione delle narcosale
Il Partito Radicale di Marco Pannella s'è sempre battuto nel corso dei decenni per l'introduzione in Italia delle narcosale.
In particolare l'Associazione Radicale Aglietta di Torino ha portato avanti negli anni 2006, 2007 e 2008 un'intensa campagna per l'apertura d'una narcosala nel capoluogo piemontese.
In collaborazione con il regista torinese Alessandro Orsi, è stato inoltre realizzato un videoclip esplicativo sull'efficacia delle narcosale.